# Abdelkader Mohamed Ghezzal
Abdelkader Mohamed Ghezzal (nascut a Décines-Charpieu, França, el 5 de desembre del 1984) és un exfutbolista algerià que jugava de davanter. Va desenvolupar pràcticament tota la seva carrera futbolística professional en clubs italians, i va ser internacional per la selecció d'Algèria entre 2008 i 2012.